# Hoya de Castalla
La Hoya de Castalla (en valenciano, Foia de Castalla) es una subcomarca natural e histórica de la Comunidad Valenciana (España) ubicada en el interior de la provincia de Alicante, dentro de la comarca de la Hoya de Alcoy. Está formada por los municipios de Ibi, Onil, Castalla y Tibi, y cuenta con 44 856 habitantes (INE 2023).

## Municipios
| Municipio | Población | Superficie (km²) | Densidad |
| --------- | --------- | ---------------- | -------- |
| Ibi       | 23 920    | 62,52            | 377,73   |
| Castalla  | 11 365    | 114,6            | 92,26    |
| Onil      | 7763      | 48,41            | 160,02   |
| Tibi      | 1808      | 70,38            | 25,02    |
| Total     | 44 856    | 295,91           | 147,5    |

Fuente: Datos del padrón municipal del INE 2023

## Geografía
Su capital histórica es Castalla y el núcleo más poblado es Ibi. Comprende el curso alto del Río Verde o Monnegre, que riega la Huerta de Alicante. 
Entre el paisaje destacan las montañas y los bosques de las sierras del Maigmó (1296 m), la sierra de Castalla, la sierra del Menejador (Ibi), la sierra de Onil y la sierra de la Peña Roja (Tibi).
El interior de la comarca (valle) se sitúa a una altitud comprendida entre 550 y 800 m aproximadamente, pero todos sus bordes montañosos que la delimitan rebasan los 1000 m, alcanzando los 1357 m en el Menejador, y los 1296 m en el Maigmó. Tiene una superficie de 295,91 km². 
Su clima es mediterráneo, pero algo continentalizado y matizado por la altitud, de modo que su temperatura media anual no rebasa los 13,5 °C, con una media alrededor de 23 °C en julio y alrededor de 6 °C en enero, que bajan más conforme ascendemos a los bordes montañosos de la comarca. La precipitación media anual es de unos 400-450 m, algo más alta en los bordes montañosos, sobre todo del norte de la comarca.

## Economía e industria
La base económica tradicional había sido la agricultura de secano con áreas de huerta en zonas más próximas a ríos y fuentes. Desde los años cincuenta y sesenta se produce una fuerte y rápida industrialización, recibiendo una importante tasa de inmigración de almerienses y castellanos, que aportaron la mano de obra necesaria sobre todo en el municipio de Ibi, sobre una base de población local valencianohablante. La industria ha destacado tradicionalmente por la fabricación de muñecas y juguetes, principalmente en Ibi y Onil, aunque últimamente se ha ido diversificando hacia sectores como el plástico, el acero, los moldes, y en Castalla el mueble de oficina y complementos. Actualmente la zona está sometida a una fuerte presión urbanística, con un alud de construcción de segundas residencias, e incluso proyectos de campos de golf. Se destaca el reciente aumento de población extranjera (europeos comunitarios) que viven aquí en régimen de 1.ª o 2.ª residencia, sobre todo en Castalla. Pero también se asiste a una segunda oleada de inmigrantes trabajadores, esta vez procedentes de América Latina y el Magreb.
La reciente construcción de una autovía, que une  las poblaciones de la Hoya, con la costa y Alicante por un lado, y con Madrid y el interior por otro, está propiciando la actual presión urbanística, así como un nuevo y reciente impulso de la industria, con la creación de nuevos polígonos industriales en Castalla, Onil e Ibi.

## Comunicaciones
La Hoya de Castalla está comunicada solo por carretera con el exterior, aunque bien comunicado, con autovías que conectan la Hoya a Madrid en 3 horas, Valencia en una hora y media, y Alicante a 25 minutos, motivo por el cual la vivienda y la industria están creciendo de forma considerable. Desde diferentes organismos locales y comarcales se está haciendo un verdadero esfuerzo por reclamar a las instituciones la comunicación ferroviaria de la Hoya de Castalla con núcleos como Villena o con la capital de la provincia, sistema de comunicación que permitiría dinamizar la economía de la zona y potenciar el turismo de interior.